# Merluccius australis
La merluza, merluza austral, merluza del sur, merluza de Chileo merluza española (Merluccius australis, código FAO HKN) es una especie de pez de la familia de los merlúcidos.

## Descripción
Esta especie de Merluza puede alcanzar hasta 155 cm, aunque en promedio mide 80 cm de longitud. Es de color gris acerado, el cual se torna blanco plateado de forma gradual hacia el vientre.
Con  48 a 57 radios en la aleta dorsal y 40 a 46 en la anal. Presenta 53 a 58 vértebras. Aletas pectorales largas y esbeltas.

## Reproducción
Se reproducen entre agosto y septiembre en la costa occidental de la isla sur de Nueva Zelanda; entre el septiembre y noviembre al norte del altiplano submarino de Campbell y entre noviembre y enero en el altiplano submarino de Chatham.

## Alimentación
En América del Sur se alimenta principalmente de calamares, Micromesistius australis y Nototheniidae, mientras que en Nueva Zelanda se alimenta de peces, principalmente gádidos, calamares, eufausiacios y organismos bentónicos.

## Hábitat
Es un pez marino, bentopelágico, oceanódromo y de clima subtropical (33°S-59°S, 165°E-66°W) que vive entre 28 y 1000 m de profundidad (en Nueva Zelanda entre 415 y 1000; en Sudamérica entre 62 y 800). Migran hacia el sur durante el verano y regresan en el invierno al norte para reproducirse.

## Distribución geográfica
Es una especie circumglobal del 'hemisferio sur. Puede encontrarse en aguas de Uruguay, Argentina, Chile, Australia y Nueva Zelanda.